# گل‌تپه (مراغه)
گل‌تپه یکی از روستاهای استان آذربایجان شرقی است که در دهستان سراجوی شمالی بخش مرکزی شهرستان مراغه واقع شده‌است.
روستای شهید پرور گل تپه در فاصله ۲۰ کیلومتری جنوب شرقی مراغه قرار دارد.

## شغل
شغل اصلی مردم کشاورزی، باغداری و دامداری می باشد که وجود باغ های سیب توجه تاجرین و صادرکنندگان محصولات کشاورزی را به خود جلب نموده است و باعث حضور آنها در فصل پاییز و زمستان در این منطقه می شود.

## سیاست
شورای اسلامی شهر و روستایی گل تپه شورای ۳ نفری است که در انتخابات برای تصمیمات سیاسی روستا توسط مردم رای گیری میشود؛ ۳ عضو شورای روستای گل تپه هم اکنون حاج کیومرث پیروی، اسفندیار عبدی و محمد نصیری میباشد.
گفتنی است فرید امینی دهیار جوان و پر تلاش روستای گل تپه در چندین سال اخیر میباشد.

## دین و زبان
- مردم روستای گل تپه مسلمان شیعه اثنی عشری هستند که به زبان ترکی آذربایجانی تکلم می کنند.

- این روستا دارای دو مسجد و چهار هئیت عزاداری است که مردم حسینی این روستا هر ساله در ماه محرم مراسم های مذهبی باشکوهی برگزار می کنند.

- روستای شهید پرور گل تپه در طول جنگ ۸ سال دفاع مقدس ۳ شهید به کشور عزیزمان ایران معرفی کرده است، شهید نجفی، شهید غلامی و شهید شاکری که آرامگاه هر سه شهید در روستای گل تپه قرار دارد.

## جاذبه گردشگری

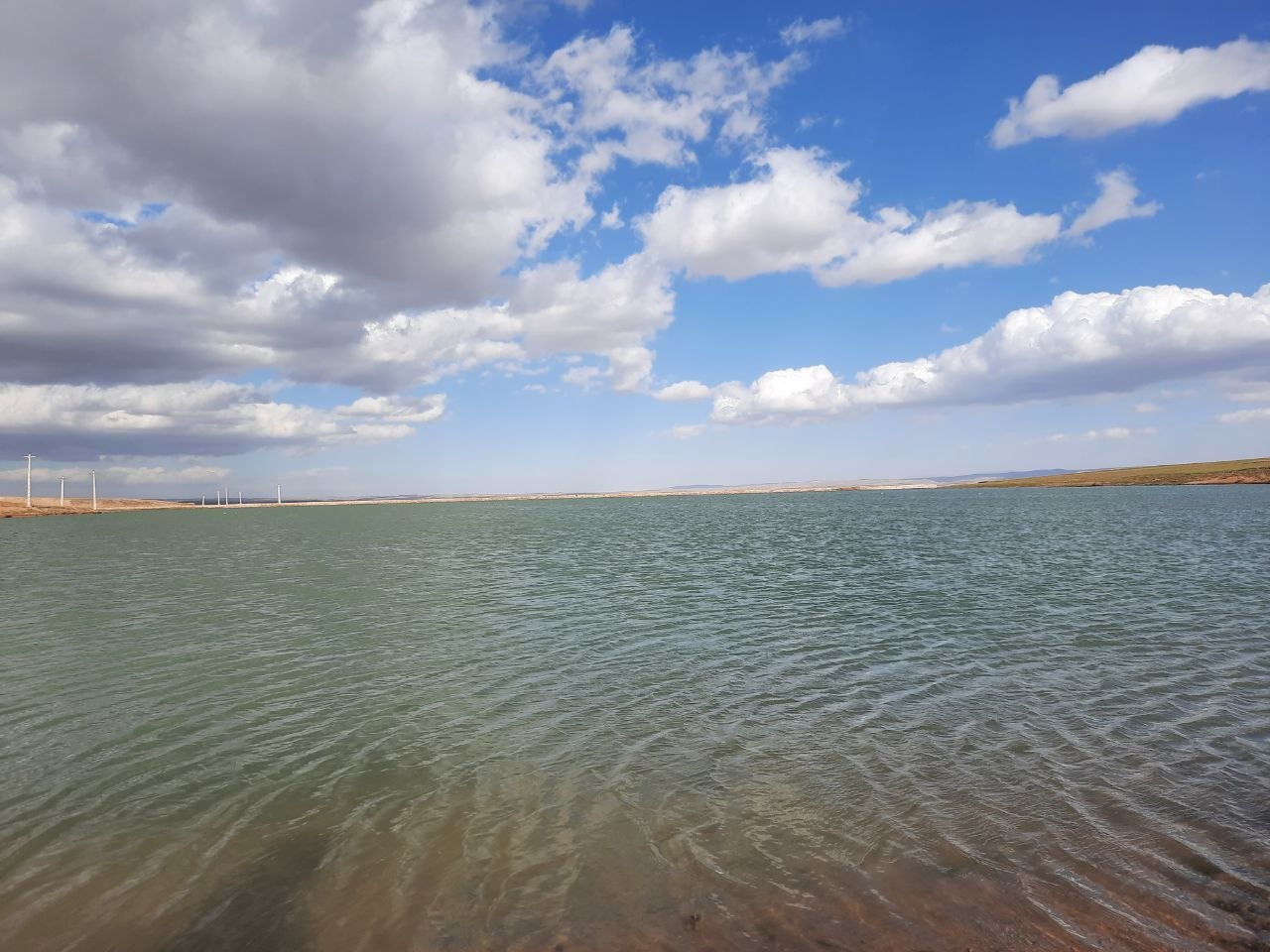
سد شهید دهقان گل تپه

- سد شهید دهقان روستای گل تپه یکی از جاذبه های گردشگری این روستا می باشد، که به عنوان یکی از پر آب ترین سد های حومه شناخته میشود.

- این روستا دارای منابع طبیعی زیبا و تاریخی همچون قنات های قدیمی است، همچنین قبرستان تاریخی این روستا که به گفته ریش سفیدان و نقل قول آنها از پدران متعلق به دوران زرتشتی میباشد.

## فرهنگی و ورزشی

### فرهنگی
- روستای گل تپه دارای کتابخانه فعال میباشد که توانسته است عنوان کتابخانه نمونه شهرستان را کسب کند.

- گل تپه همچنین دارای دو کانون فرهنگی هنری میباشد.

### ورزشی
- روستای گل تپه دارای یک زمین چمن طبیعی فوتبال است که سالها میزبان مسابقات بین روستایی بوده.

- در اردیبهشت ماه ۱۴۰۰ خانه ورزش این روستا که مجهز به وسایل ورزشی و فکری می باشد افتتاح گردید.